# Резня в Нетив-ха-Асаре
Резня в Нетив-ха-Асаре — 7 октября 2023 года, в день праздника Симхат Тора, боевики терористической организации ХАМАС проникли из сектора Газа в израильский приграничный мошав Нетив-ха-Асара (где проживало около 900 жителей) в рамках внезапного нападения на Израиль. Боевики убили, как минимум, 20 человек, в том числе, в некоторых случаях, членов одной семьи.

## Предыстория
В Нетив-ха-Асаре, мошаве недалеко от северной части сектора Газа, основанного в 1982 году, проживало 900 человек. После ухода Израиля из сектора Газа в 2005 году Нетив-ха-Асара стала ближайшей к сектору Газа израильской общиной, расположенной всего в 400 метрах от окраины палестинского города Бейт-Лахия. Мошав подвергался постоянным артиллерийским обстрелам, в том числе ракетами «Кассам», «Катюша» и миномётным обстрелам. В 2007 году террористическая организация Комитеты народного сопротивления предприняла попытку проникновения в населённый пункт, в результате чего двое нападавших были убиты солдатами ЦАХАЛа. На протяжении многих лет Нетив-ха-Асара была свидетелем жертв среди гражданского населения, включая такие инциденты, как смерть Даны Галкович в результате взрыва ракеты «Кассам» в 2005 году, убийство девятилетней школьницы в 2007 году и смертельное нападение на тайского рабочего в 2010 году.

## Ход событий
Утром 7 октября, в еврейский праздник Симхат Тора, боевики ХАМАСа проникли в мошав Нетив-ха-Асара, используя парапланы. Они ходили от дома к дому, убив, как минимум, 20 местных жителей и ранив ещё многих. Некоторые жертвы принадлежали к одним и тем же семьям; другие были членами сельской группы быстрого реагирования. В какой-то момент отключилось электричество, оставив людей, запертых в безопасных комнатах, без света. Также были захвачены заложники.

## Жертвы
Имена убитых: Амит Вигал Вакс, Орен Штерн, Шломи и Айелет Молхо, Хойк Сегал, Гил Таеса, Ади Бехарев, Таль Керн, Рути, Арье и Ор Акуни, Нурит Баргал, Марина Альмабор и Дани Вебек. Среди убитых — Бильха и Якови Инон, которые были активными борцами за мир с палестинцами и родителями известного активиста Маоза Инона.

## Память
7 ноября 2023 года по всему Израилю был объявлен «День гражданского траура».